# Trimma benjamini
Trimma benjamini és una espècie de peix de la família dels gòbids i de l'ordre dels perciformes.

## Morfologia
- Els mascles poden assolir 3 cm de longitud total.[3][4]

## Hàbitat
És un peix marí de clima tropical i associat als esculls de corall fins als 5-50 m de fondària, tot i que, normalment, ho fa entre 6 i 25.

## Distribució geogràfica
Es troba des de Sulawesi fins a Tonga, les Illes Marshall, Nova Caledònia i la Gran Barrera de Corall.